# رولف لولاند
رولف لولاند (نروژی: Rolf Løvland؛ زادهٔ ۱۹ آوریل ۱۹۵۵) آهنگساز، رهبر ارکستر، موسیقی‌دان، تهیه‌کننده موسیقی، نوازندهٔ کیبوردز و ترانه‌سرای اهل نروژ است.
او یکی از دو عضو گروه سیکرت گاردن است و دو مرتبه برندهٔ مسابقه آواز یوروویژن در سال‌های ۱۹۸۵ و ۱۹۹۵ میلادی شده‌است.